# Vann Crossroads
Vann Crossroads es un lugar designado por el censo ubicado en el condado de Sampson en el estado estadounidense de Carolina del Norte. La localidad en el año 2000, tenía una población de 324 habitantes en una superficie de 11.9 km², con una densidad poblacional de 27.3 personas por km².

## Geografía
Vann Crossroads se encuentra ubicado en las coordenadas 35°10′9″N 78°24′37″O / 35.16917, -78.41028. Según la Oficina del Censo, la localidad tiene un área total de 11,9 km² (4,6 mi²), de la cual 11,9 km² (4,6 mi²) es tierra y 0 km² (0 mi²) (0.22%) es agua.

### Localidades adyacentes
El siguiente diagrama muestra a las localidades en un radio de 20 kilómetros (12,4 mi) de Vann Crossroads.

## Demografía
En el 2000 la renta per cápita promedia del hogar era de $32.443, y el ingreso promedio para una familia era de $38.036. El ingreso per cápita para la localidad era de $16.881. En 2000 los hombres tenían un ingreso per cápita de $27.000 contra $22.426 para las mujeres. Alrededor del 8.40% de la población estaba bajo el umbral de pobreza nacional.